# Református kollégium (Kolozsvár)
A kolozsvári református kollégium egyike Erdély legrégebbi oktatási intézményeinek. A város központjában, a patinás Farkas (Mihail Kogălniceanu) utcában található, a Farkas utcai református templom szomszédságában.

## Története
Történeti és politikai kontextus
Kolozsvár magyar nyelvű lakossága csak miután jelentékeny számra szaporodott, a 15. század második felében, Mátyás király uralkodása alatt vívja ki a törvény biztosította önállósodását szász nemzetiségű polgártársaival szemben. Az egyezkedési okmány, melyet a király maga szentesített kimondja, hogy városi bírói és tanácsosi tisztséget a két nemzet egyenlő részben vállalhat. A 16. század közepén azonban a két nemzet közötti jogegyenlőség megszűnni látszott, a magyarok ugyanis panasszal járulnak János Zsigmond fejedelem elé a szászok miatt, akik nem engedik, hogy a magyarok a nagy székesegyházban a maguk nyelvén prédikációt hallgassanak, úrvacsorát vegyenek, keresztelkedjenek. Mindezt annak ellenére, hogy a templomot kezdettől fogva közösen használták, a közös jövedelemből tartották fenn. Iskolaügyben is panaszt emelnek, hogy a szászok különféle ürügy alatt a magyar ifjúkat onnan elidegeníteni töreksznek. Az 1526-ban bekövetkezett mohácsi vész után alig 1551-ben sikerült Habsburg Ferdinánd magyar királynak kiterjesztenie uralmát az ország keleti részeire és különösen Erdélyre; ez a politikai vállalkozás azonban nem bizonyult maradandónak. Martinuzzi meggyilkolása következtében elveszítette azt az egyedüli befolyásos embert, aki ellenőrzése alatt tudta tartani Erdélyt. Castaldo hadvezér kivonulásával, 1553-tól tovább csökkent a Habsburg-uralom Erdélyben. Az1555-ös év nagy változást hozott Erdély életében. Szulejmán ugyanis miután sikerrel zárta a perzsák elleni háborút, figyelmét ismét a magyar hadszíntér felé fordította és elhatározta, hogy a Magyar Királyság keleti részében felszámolja a Habsburgok uralmát. Ugyanaz év decemberében a marosvásárhelyi országgyűlés kész visszaadni az ország kormányzását Izabellának és fiának. Két hónappal később, a tordai országgyűlésen (1556. február) a rendek lényegében semmisnek tekintették a Ferdinánddal szembeni hűségesküt és megbízzák Petrovics Pétert, hogy átmenetileg vegye át a hatalmat és készítse elő a királyi család hazahozatalát. Petrovics első fontos lépése az volt, hogy országgyűlést hívott össze a Gyulafehérvár közelében található Szászsebesre, amely meghatározónak bizonyult. A rendek március 12-én hűséget esküdtek János Zsigmondnak.
A protestáns oktatás tulajdonképpen akkor kezdődik el, amikor az 1544-ben meghalt Wolphard Adorján plébános helyébe már egy Wittenberget megjárt papot választottak Heltai Gáspár személyében. A lutheri tanokkal szimpatizáló kolozsvári pap elsősorban, mint nyomda alapító maradt fenn a történetírásban, de reformátori munkásságának része a bibliafordítás és az oktatás is, mely 1545-ben veszi kezdetét a domonkosok óvári klastromában. Így az 1540-es évek második felében Kolozsvár lakossága gyors felekezeti átalakuláson ment keresztül. Ebben az erősödő lutheránus környezetben már csak idő kérdése volt, hogy a katolicizmus utolsó támaszait, a domonkos és a ferences rendet mikor űzik ki a városból. A kolozsvári magyar protestánsok első iskolája 1545-ben nyílt meg az óvári klastromban. Az intézetben felváltva tanítottak evangélikusok, reformátusok, majd unitáriusok. Az iskolamester (rektor) Vizaknai Gergely volt.  A lutheranizmus kolozsvári megerősödését jelentős mértékben elősegítette, hogy 1551-ben Dávid Ferenc a szintén Wittembergben tanuló, jól képzett lelkész szülővárosában telepedett le és a következő év januárjában átvette a már protestánssá vált plébánia-iskola rektorságát Vizaknai Gergelytől. Pár év múlva, az 1556-os szászsebesi országgyűlési határozat következtében a protestánssá lett város lakói elűzték mind a ferenceseket, mind a domonkos rendieket. A kifosztott, üresen maradt rendházak természetesen a hazahívott királynő, Izabella tulajdonába mentek át, így ő rendelkezett felettük. Amikor 1556-ban felmerült a kolozsvári iskola alapításának a lehetősége, Kolozsváron két kolostor állt üresen, mindkettő kincstári tulajdonban, és csak Izabellától függött melyiket engedi át az iskola céljaira. Végül, a tordai országgyűlés (1557. június 1–10.) határozata  és Jagelló Izabella magyar királyné engedélye alapján  dőlt el, hogy a kezdetleges oktatásnak már helyet adó, dominikánusok zárdájában iskola létesült. Az 1568-as Tordai Országgyűlésen kimondott vallásszabadságot követően még számos hitvita kapott helyet Erdélyben. A gyulafehérvári, majd a következő évben Nagyváradon folytatódó hitvita az evangélium szerinti reformátusokat az újonnan szerveződő unitáriusoktól elválasztotta. Ezt követően a két felekezet közötti szakadás hamar és végérvényesen bekövetkezett. Az iskola az unitáriusok kezében maradt.
Az óvári iskola (1608 – 1656)
A tizenöt éves háború (1591–1606) utáni években Báthory Gábor, a helvét hitvallásúvá lett fejedelem az, aki a reformátusoknak kedvez és az 1608-as országgyűlésen szorgalmazza és törvénybe iktatja a reformátusok ügyének előmozdítását, mely szerint törvény biztosítja a református felekezet papjainak a Kolozsvárra való szabad bejövetelt és istentisztelet tartását. Egy 1609 március 20-án Gyulafehérváron kelt adománylevelében az óvári romos templomot (a volt domonkos rendi templom, ma ferences) a reformátusoknak adományozta és mellette működött a református iskola is. 1611-ben megtörténik a birtokba helyezés is.  Az oktatás anyagi alapjait a fejedelem 1610. december 10-ei adománya biztosította, amellyel a református egyház és iskola megkapta a város környéki tized felét és a kolozsvári harmincadot: „e jövedelemnek egyharmad része legyen a papoké, egyharmad része az iskola rectoráé, egyharmad része pedig a tanuló ifjúság tartására fordíttassék.” Ami az óvári "alsóbb fokú" református iskolát illeti, Herepei Jánosé az érdem, hogy kiderítette, hol is feküdt ez a szerény tanintézet. A templomtól északra, a gótikus rendházban működött az unitáriusok „nagy oskolája”, attól délre, a későbbi Torony (ma Sextil Puşcariu) utca keleti során két-három, a városfalnak támaszkodó házban húzódott meg a „kis oskola”, a reformátusoké. Vagy négy évtizedes itteni munkálkodás után költözhettek át a Farkas utcába. Ennek az iskolának volt tanítványa Apáczai Csere János is. Bethlen Gábor az 1622 tavaszán megnyílt kolozsvári országgyűlésen az iskolák ügyével is foglalkozott. Még abban az évben, mivel a reformátusoknak nem sikerült rendbe hozni az óvári templomot, s még valamire való tanintézetük sem volt, Bethlen Gábor fejedelem nekik adományozza a „pápisták puszta klastromhelyét”: a szintén romos állapotban levő Farkas utcai templomot, a mellette fekvő terjedelmes telekkel s a rajta levő puszta zárdával együtt. A fejedelem főiskolát is szeretett volna alapítani az épületegyüttesben, ám végül, ugyanabban az évben a Collegium Academicumot Gyulafehérvárott alapította meg. A fejedelmi s országos intézkedés alapján tervezett kolozsvári akadémia csak a XVlI-ik század második felében jöhetett létre.
Az Ókollégium (1656-1801)
Kolozsvár már a reformációt követően Erdély legjelentősebb iskolavárosává vált. Míg az unitárius iskola 1568-tól a domonkosok egykori klastromában működött, az 1579-ben Kolozsvárra érkezett jezsuiták új iskolát építettek maguknak a Farkas utcai kolostor közelében. A jezsuiták 1603-ban és a következő években lerombolt épületei helyén az 1650-es években elkezdik a reformátusok rangos iskolájának az épületét. Az iskolaépület II. Rákóczi György megbízásából Agostino Serena velencei mester tervei szerint épült fel 1651-ben. Az 1655. április 3-i tűzvész megrongálta, de az oktatás nem szünetelt. Valószínű, hogy a tűzvész után is korábbi tömegében állították helyre. Az épületből fennmaradt rangos nagykapu késő reneszánsz keretelését illetően elképzelhető, hogy jóval az építkezést követően, a 18. század második évtizedében készült. Szerkezete és részletformái ugyanis a szentbenedeki Kornis-kastély ugyanakkor elkészült főkapujával rokonítják ezt a faragványt. Az új tanintézet tehát csak 1656-ra készült el. Az ősi iskola telke a mostaninál jóval kisebb lehetett. Az alapokból kikövetkeztethetően ez az iskola nem a klastrom-romokra épült, hanem azoktól nyugatra, nagyjából a mai kollégiumépület faláig: négyszög alakú emeletes, belső udvart közre záró tömb lehetett, északkeleti sarka érintkezett a templom délnyugati szögletével. A templom és a mai kollégiumépület közötti terméskő fal ezen épület része volt, középen a bejárati kapuval. 1656. november 20-án itt mondja el Apáczai híres igazgatói székfoglaló beszédét „az iskolák fölöttébb szükséges voltáról”. A Farkas utcai iskola kifejlesztőjének, a bölcsészeti tanfolyam beindítójának a kor legnagyobb magyar tudósát, Apáczait kell tekintenünk. Pedig itteni tevékenysége alig három évre terjed. Tanítványai közül kiemelkedik Bethlen Miklós, a későbbi kancellár és emlékíró. Ennek az iskolaépületnek a maradványai ma is láthatóak a templom melletti romkertben. Orbán János írja a következőket: "Az Ókollégiumra vonatkozó ismereteket kutatásaink révén mi is kiegészíthetjük néhány apró adattal. Ha hihetünk az 1780as évekbeli bővítésre vonatkozó, 1777re datálható tervvariáns rajzának az Ókollégium ebben az időben emeletes, belső udvarával keleti irányba forduló, U alaprajzú épület volt, egyenlő hosszúságú oldalszárnyakkal, belső körül járó folyosókkal, melyek keleti végéinek udvar felőli oldalához lépcsők illeszkedtek. A meg nem valósult tervváltozat szerint ez az együttes bővült volna egy keleti szárny megépítése által zárt udvarává. A kollégium ekkori méreteire az 1779-es javítások jegyzőkönyve utal, ez az auditórium mellett 7 osztálytermet, a szenior házát, valamint 37 lakószobát sorol fel." Az Ókollégium befogadóképességének növelése már 1776-ban felvetődött, de konkrét lépések megtételére csak 1777-ben került sor, amikor beindult az elöljáróság által a Főkonzisztóriumhoz felterjesztett tervrajz engedélyeztetésének folyamata. A császári udvar 1778. június 10-én hagyta jóvá az épület bővítését. A következő évek az anyagi alapok megteremtésével, az építkezés megszervezésével teltek el. Leder Józseffel (1749-1814), a kor erdélyi építészetében jelentős helyet elfoglaló kolozsvári kőművespallérral 1781. január 21-én szerződtek a kollégium felépítését illetően. 1786-ra a Református Kollégium régi épületeihez ragasztott új épület falainak rakását csaknem teljesen befejezték, de a munkálatok ebben az évben az anyagi erőforrások kimerülése miatt megtorpantak. 1789 nyarán még fedetlenül állt az épület, és a termek használhatatlanok voltak. Végleges befejezésükről nem tudósítanak a levéltári források. 1798-ban, néhány hónappal a tűzvész előtt még mindig a fedéshez szükséges faanyag beszerzésével bajlódtak, így valószínű, hogy ez az épületszárny már sohasem készült el teljesen. Fejedelmeink lelkesen támogatták az iskolát: II. Apafi Mihály „Isten sava” címen évi 100 forintot juttatott a kollégiumnak a máramarosi sóaknák jövedelméből. 1659-ben Barcsay Ákos a kolozsi, széki, tordai és dési sóbányák jövedelméből évi 1600 forintot adományozott a kollégiumnak. 1733-ban a kollégiumban – Kolozsvárott elsőként – jogi tanszék létesült.
Az "új" Kollégium (1801)
1798 augusztusának utolsó napján a már említett hatalmas tűzvész két óra leforgása alatt megsemmisítette a nyolcvanas években épült részeket és a régi épületet a tanári lakásokkal, az intézmény felszerelésével és nyomtatványaival együtt, így a századfordulón kezdetét vehette a jelenlegi kollégium felépítése. A kollégium az 1799-es év elején szerződtette Leder Józsefet, a nyolcvanas évek építkezéseinél már foglalkoztatott kivitelező mestert. Leder József választását talán az a körülmény is indokolja, hogy a kollégiumot építtető egyházi főgondnok a Kolozsváron nagyban építkező Bánffy család tagja volt. Feltételezhetjük, hogy a kollégium építési szerződésében foglalt nagylelkű engedmény annak köszönhető, hogy Leder a Bánffy család főtéri palotájának építésével is el volt elfoglalva.  A német eredetű Josef Leder építész vezette, késő barokk és klasszicista stílusú, új Kollégium épületének homlokzata már 1801-re elkészült, mint azt a máig látható bejárat feletti tábla is jelzi: LITTERIS ET PIETATI SACRUM. A. AER. CHR. MDCCCI (A tudománynak és kegyeletnek szentelve a Krisztus utáni 1801-ik esztendőben). A háromszintes késő barokk-klasszicista épület hátsó szárnya csak 1810 körül került tető alá, mert itt egyszer le kellett bontani a városfalat. A négy egyemeletes tanári lakás a kollégiummal szemben épült fel, csaknem, azonos homlokzati kiképzéssel. A homlokzatok négytengelyesek; a földszinten a szegmentíves nagykapu dominál, az emelet négy ablakkal néz az utcára. Az ablakok kiképzése megegyezik a kollégium ablakaival. A négy épületen semmi felesleges dísz nem található, ami az építési költségeket esetleg növelte volna. De így, minden egyszerűségükben is a kollégiummal együtt meghatározzák az utcarész hangulatát, hozzájárulnak egységes stílusához, s megfelelő semleges környezetet teremtenek az utcát lezáró református templom impozáns gótikus sziluettjének. A négy épület közül csak kettőt épített Leder, a másik kettőt sógora, Sommer János tervezte, tiszteletben tartva a Leder stílusát.
A kollégium nyomdája Szenczi Kertész Ábrahám örökségén alapul. Miután a nyomdász 1667-ben örökösök nélkül halt meg, hagyatéka – benne többek között a Hollandiából, más források szerint Lüneburgból hozott betűkészlet – az erdélyi fejedelmi kincstárra maradt. 1672. október 12-én I. Apafi Mihály a nyomdát a nagyenyedi és kolozsvári református kollégiumoknak ajándékozta, majd 1673-ban a gyulafehérvári fejedelmi nyomdát is átadta a kollégiumoknak. A nyomda, amelynek vezetését 1694-ben Misztótfalusi Kis Miklós vette át, fellendítette a kolozsvári protestáns könyvkiadást. Mivel a város főurai pénz- és könyvadományokkal támogatták a kollégiumot, a 17. század első felében az iskolának már félezer könyv volt a könyvtárában, jelentős részük ma a Román Akadémia kolozsvári könyvtárában található. 1854 és 1862 között itt történt az erdélyi egyházkerület lelkészképzése is. Az iskolában az oktatás mellett élénk kulturális élet folyt. Például, 1752-ben Bethlen Elek és Czegei Wass Julianna esküvőjére a református kollégium diákjai valóságos latin–magyar versgyűjteményt készítettek. 1755-ben Magyarbikalon Nagy Mihály harmoniae praeses vezetésével a kolozsvári diákjai énekeltek Vitéz György temetésén. A 18. század utolsó harmadából fennmaradt nyomtatott felhívás a megalakítandó színjátszócsoport támogatását kérte. 1827-ben a diákok egy verses gyűjtemény kiadásához, illetve egy Magyar Társaság felállításához kértek anyagi támogatást. Ennek eredményeként megjelent az Aglája című versgyűjtemény és 1831-ben megalakult a Kollégyombeli Olvasó Társaság.
1900-ban felépült a tornaterem, majd 20. század növekvő igényeinek kielégítésére a tágas iskolaudvar Petőfi utcai sarkára magyar államsegéllyel 1901– 1902-ben felhúzták a kollégium új kétemeletes palotáját, amelyet Paulus Erika tervezett. A régi épületet ezután főleg bentlakásként hasznosították. Az első világháború után itt létesült 1919-ben a Református Leánygimnázium, melynek aztán 1926-ra sikerült új épületet felhúzni a Király utcában. A trianoni békeszerződés után az iskola elveszítette birtokainak nagy részét. 1948-ban a tanügyi reform során az iskolát államosították, a Farkas utcai kollégium épületébe a magyar tannyelvű Gépipari Szakiskola, majd Villamosipari Középiskola, az 1902-ben épült Petőfi utcai szárnyba a 2. számú Magyar Fiúlíceum került.1956-ban a régi épületbe román nyelvű iskolát helyeztek el, amelyet 1959-ben Gheorghe Șincairól neveztek el, az új épületben működő intézmény névadója Ady Endre lett. A két intézményt még ugyanebben az évben Ady-Șincai Líceum néven egyesítették. A líceum magyar tagozata 1990-ben megszűnt, a „demokrácia” jegyében a román iskolavezetés felszámolta az utolsó magyar osztályt is, s a megnevezésből töröltette Ady nevét. Azóta az intézmény csak Șincai nevét viselte.
1990-ben a Református Kollégium újraindult. Abban az évben alakult meg az új törvényeknek megfelelő református „teológiai líceum”, mely minden szempontból a kollégium jogutódának tekinti magát. Egy külvárosi iskolaépületben kellett termeket bérelnie, mert a nagyjából kihasználatlan régi épületben sem juthatott pár tanteremhez. Megindult a per az épület visszaszerzéséért. Aztán 1999-ben kormányrendelet vissza is adta – meglepő módon – mindkét épületet az egyháznak. De a helyi hatóságok azt perrel támadták meg. Csodával határos módon 2002, december 20-án a jogutód református tanintézet beköltözhetett a régi, romos épületbe. 2005 szeptemberében az iskola elindította első természettudományi osztályát. 2007 júniusában elnyerte a Magyar Örökség díjat. 2007. október 12-14. között ünnepelte fennállásának 450. évfordulóját. 2008. november 17-én megalakult a Seniores Colegii Reformatorum nevű véndiákkórus. Létszáma változó, körülbelül húsz állandó tagja van. 2021-ig a karvezető Székely Árpád volt a kollégium igazgatója. Őt Török Zoltán váltotta.   2008-től lehetővé vált a kollégiumi oktatás kibővítése elemi és általános iskolai osztályokkal. 2009-től óvoda is létesült, 2014-ben szakiskola is indult egy a református egyház által visszakapott ingatlanban. Az épület restaurálása lassan elkezdődhetett. Az Farkas utcai főépület 2016-2018 között teljes felújításon ment keresztül, így mára egy minden igényt kielégítő modern és jól felszerelt iskolában tanulhatnak a diákok.

## Épülete
A kollégium kétemeletes épülete a romániai műemlékek jegyzékében a CJ-II-m-B-07379 sorszámon szerepel. Késő barokk stílusú, de helyenként már a klasszicizmus hatása is érződik rajta. A Farkas utcai homlokzatán a kapu feletti vörös márványtábla felirata ennek a résznek az elkészültét jelzi:
| LITTERIS ET PIETATI SACRUM. A[nno]. Aer[ae]. Chr[istianae]. MDCCCI. |

| A tudomány és a kegyesség szentélye a Krisztus utáni 1801. esztendőben |

Az épület – a református puritán ízlésnek megfelelően – kevéssé díszes. Kivételt képez a kapu feletti kis óratorony, a 18–19. század fordulójának kedvelt építészeti megoldása, amely megtöri a tető vonalát. Az épület belső udvarát a 17–18. századi főúri kastélyokra jellemző árkádsor határolja. A belső kapuja feletti „cipóosztó”-nak nevezett erkélyt füzéres fejű ión oszlopok tartják. 1940-ben a kapuval szembeni falra az 1916-ban végzett diákok egy csoportja emléktáblát állíttatott az iskola első világháborús halottainak névsorával. A műkő emléktáblát a kollégium címere díszítette: tövises ágfonaton hét liliom, a pajzsban kiterjesztett szárnyú főnixmadár, a pajzs felett hétgyöngyös korona. 1980 szeptemberében Dan Comănaru igazgató eltávolíttatta és összezúzatta a táblát, amelyet csak 2005-ben állítottak helyre, kiegészítve a második világháborúban elesett tanárok és diákok névsorával.
Az épület háromszintes, központi szimmetriával, a sarkokat rusztikus lizénák díszítik, az emeleteket pedig vízszintes övpárkányok választják el egymástól. A homlokzatot gazdagon profilozott koronázópárkány zárja. Az ablakok füleskeretekbe vannak ágyazva, könyöklőpárkányok díszítik. A homlokzatból előugrik és ezáltal kihangsúlyozott szerepet kap, a bejárati középtengelyt. Ennek sarkait szintén lizénák segítik. A kerékvetőkkel ellátott, félköríves záródású, faragott kő kapuzat szárköveit mélyített tükrök díszítik, vállkövekről induló, profilozott ívét zárókő emeli ki. A teljes nyílást kitöltő fa kaputáblát a vállpárkányok magasságáig toszkán jellegű fejezetes féloszlopok osztják három mezőre, mindhármat rombusz alakú kiülő tükrökre faragott virágmotívum díszíti; az ajtószárnyként működő középső rész korabeli zárszerkezetet őriz. Ez az egyik legjellegzetesebb kolozsvári barokk stílusú kapu. A középtengely felső emeletét, amelyik tulajdonképpen a tetőtér előugrása, egy óraszámlap díszíti. Az épület központi udvara körül eredetileg nyitott, mára a földszint kivételével beüvegezett árkádos folyosók húzódnak. A legutolsóként megépült déli szárny nem volt árkádos, de később átépítették, hogy az épület többi részével harmonizáljon. A déli szárnyban, két emeletnyi magasságban található a könyvtár és az auditórium. A könyvtárat háromszakaszos csehsüvegboltozat fedi, a boltozatok hevederívei párkánnyal lezárt, pilaszterpárokkal tagolt falpillérekre szaladnak le. A helyiség déli falát három kosáríves záródású, függőleges hossztengelyű ablak töri át, melynek átellenben, az északi falon kosáríves záródású, hosszú falfülkék felelnek meg. Fölöttük mindkét falon kisebb, kosáríves záródású falfülkéket alakítottak ki. A könyvtár falait a 20. század eleji javítások idejéből származó, szépen megmunkált kötővasak tartják össze. Az auditórium, amely a déli szárny keleti felét foglalja el, kialakításában a könyvtárra hasonlít.
Leder József stílusa szempontjából fontos helyet foglal el a kolozsvári református kollégium és a tanári lakások felépítése. A háromszintes épület négy szárnya kis négyszög alakú udvart fog közre. Utcai homlokzatán a szinteket egyenes lezáródású késő barokk fülesablakok tagolják, s alig profilált párkányok választják el egymástól. A minden díszt nélkülöző monoton homlokzat fellazítása érdekében a középtengely felett a tető vonalát egy kis óratoronnyal megtörte; ez a későbbiek során szintén a Leder-művek jellemzője lesz. Az udvari rész kiképzését a termek elé kívánkozó folyosórendszer megszabta ugyan, de az már Leder művészi igazodására vall, hogy a folyosókat pillérekre támaszkodó ívekből alakított árkádsorokkal szegte. Ugyancsak Leder kezére ismerünk a főhomlokzat középtengelyében elhelyezett udvari „cipóosztó” erkély megfogalmazásában is. Hű mása a Teleki palota erkélyének, kissé egyszerűsített formában. Az erkélyt tartó két oszlop ión fejezetű és füzéres, de középső gyámjáról már hiányzik a fesztondísz. Az árkádos udvar – az árkádokat újabban beüvegezték -, a belső erkély, valamint a tető kis óratornya együttesen jellemzik a valamikor bensőséges hangulatú iskolaudvart.
A három félköríves, hosszú ablakkal tagolt dísztermet az idők során átalakították, de a könyvtár eredeti állapotában maradt meg. A könyvtárterem figyelemreméltó alkotás, de nem teljes egészében a Leder műve. Terve mindenképpen mesterünktől származott, közbejött halála miatt azonban a boltozatokat már Gold Ferenc építette meg. 1819 szeptemberében helyezik el a könyvtár új helyiségében a kollégium könyveit.
A 20. század növekvő igényeinek kielégítésére már új épületre volt szükség, így a tágas iskolaudvar Petőfi utcai sarkára magyar államsegéllyel 1901– 1902-ben felhúzták a kollégium új kétemeletes palotáját.. Az épületet Paulus Erika tervezte, az építkezés ellenőre Kápolnai Lajos mérnök volt. Tizenkét tanterem, megfelelő laboratóriumi, múzeumi helyiségek álltak itt az oktatás szolgálatában.

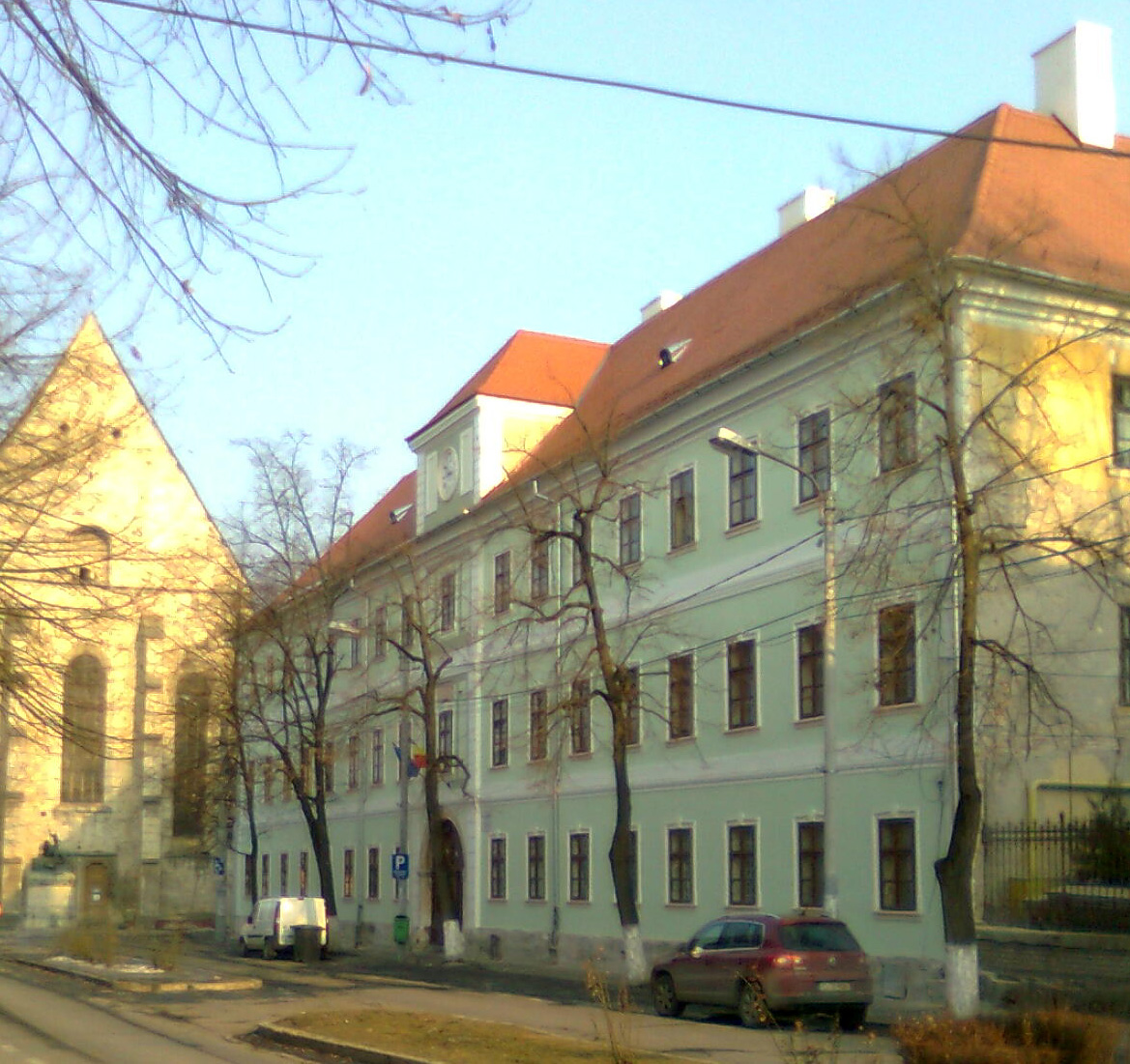
A felújított kollégium 2012-ben
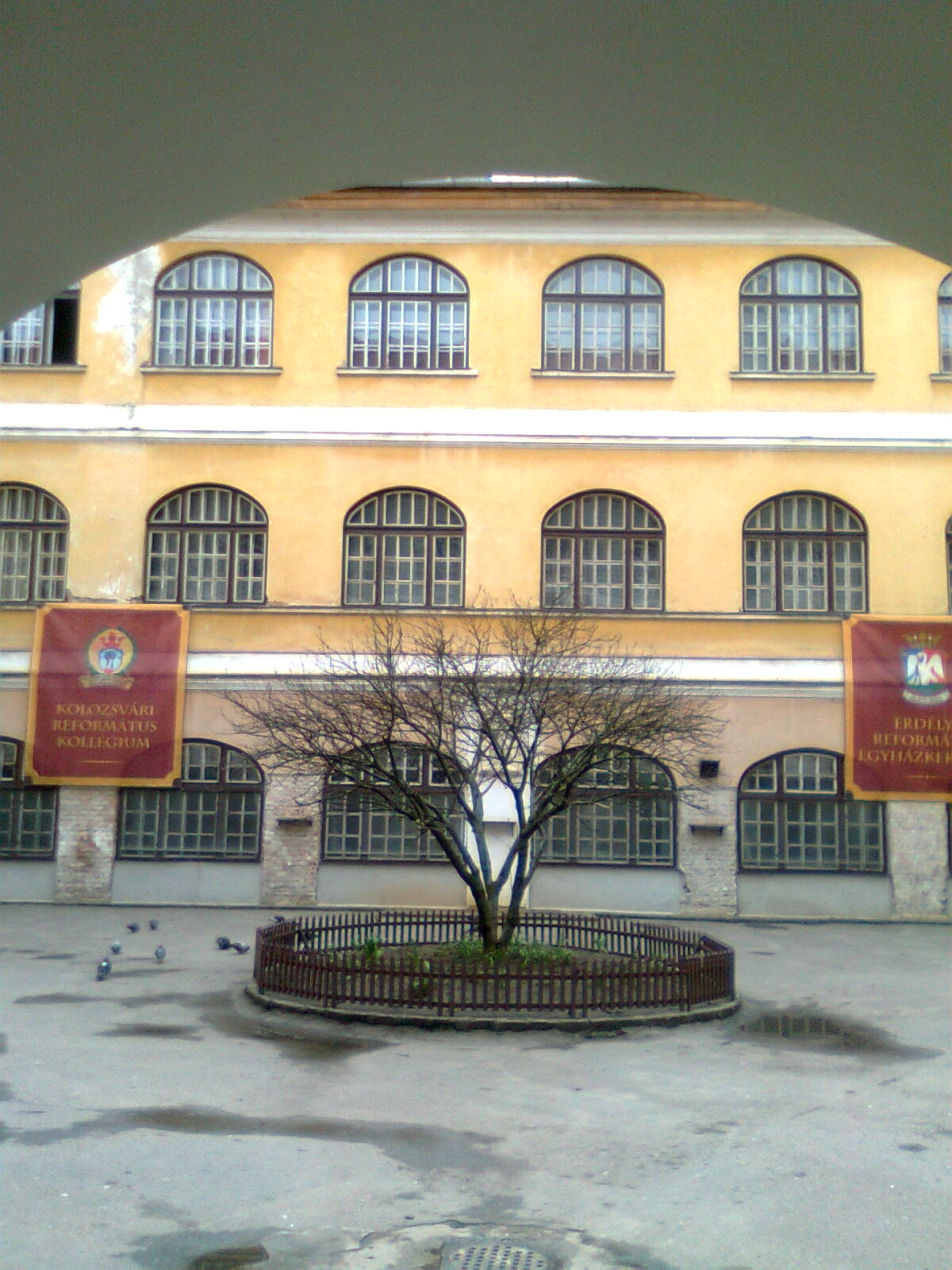
Az iskola udvara 2013-ban
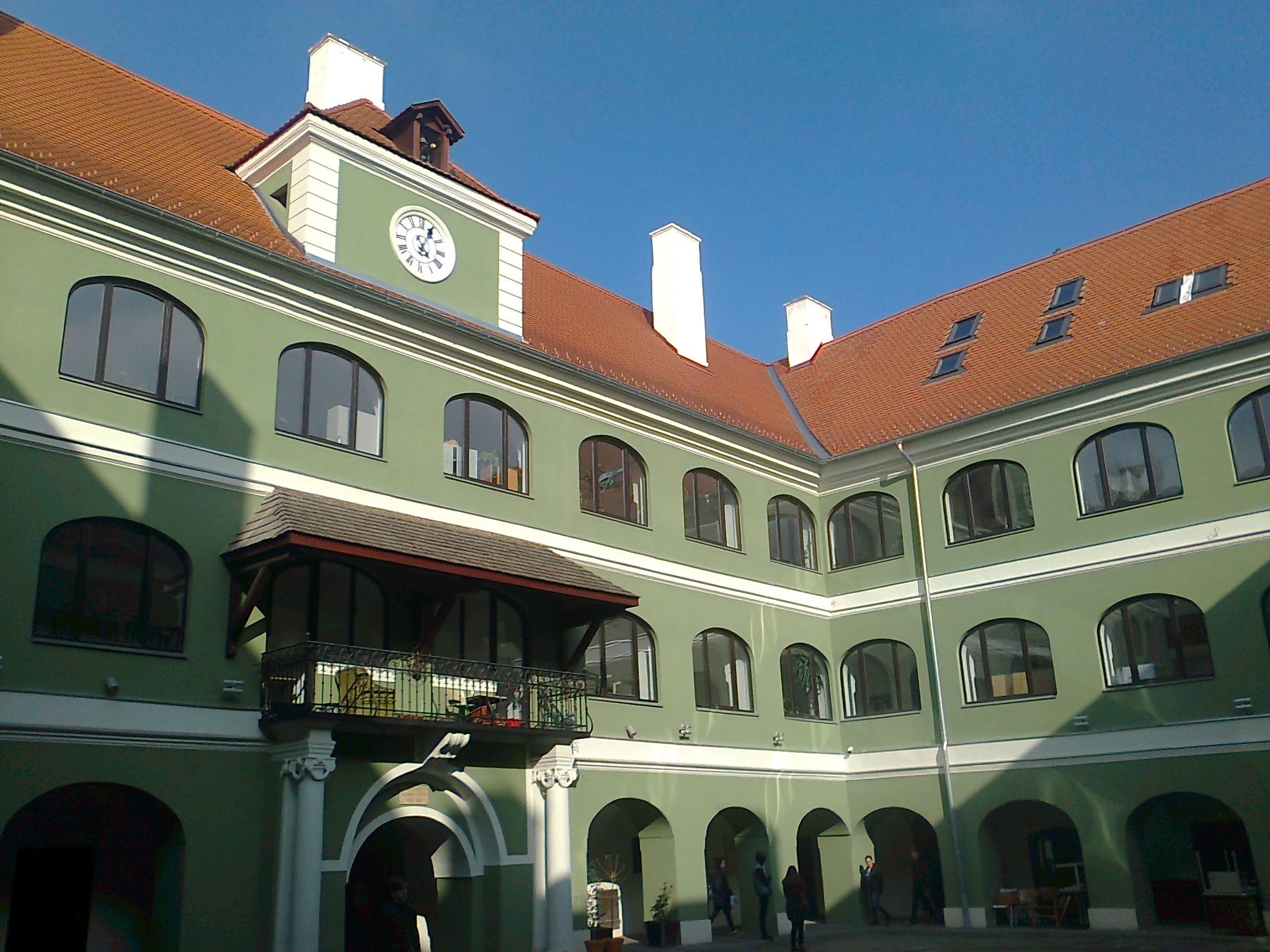
Az iskola felújított udvara 2017-ben
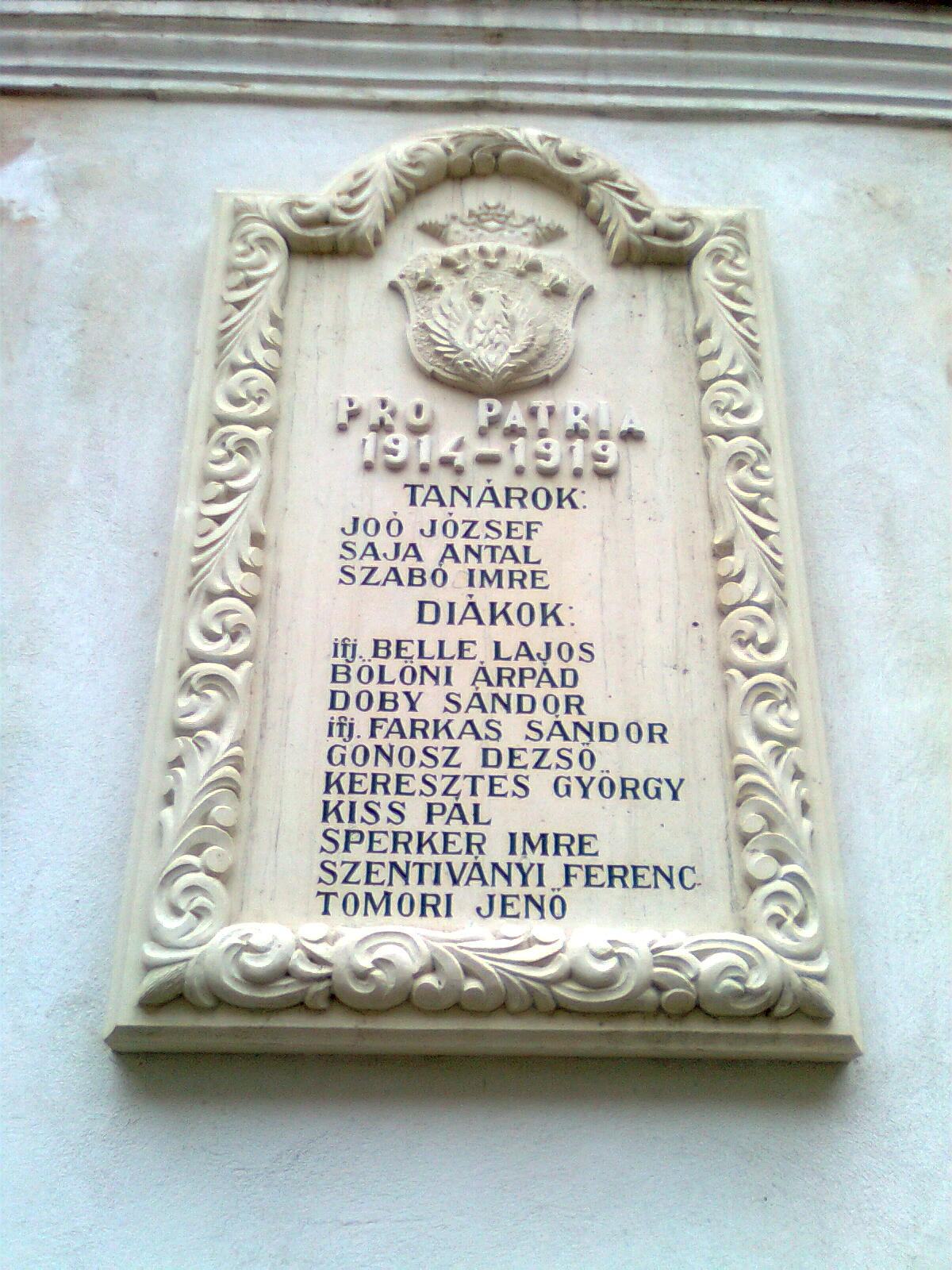
Első világháborús emléktábla az udvarban
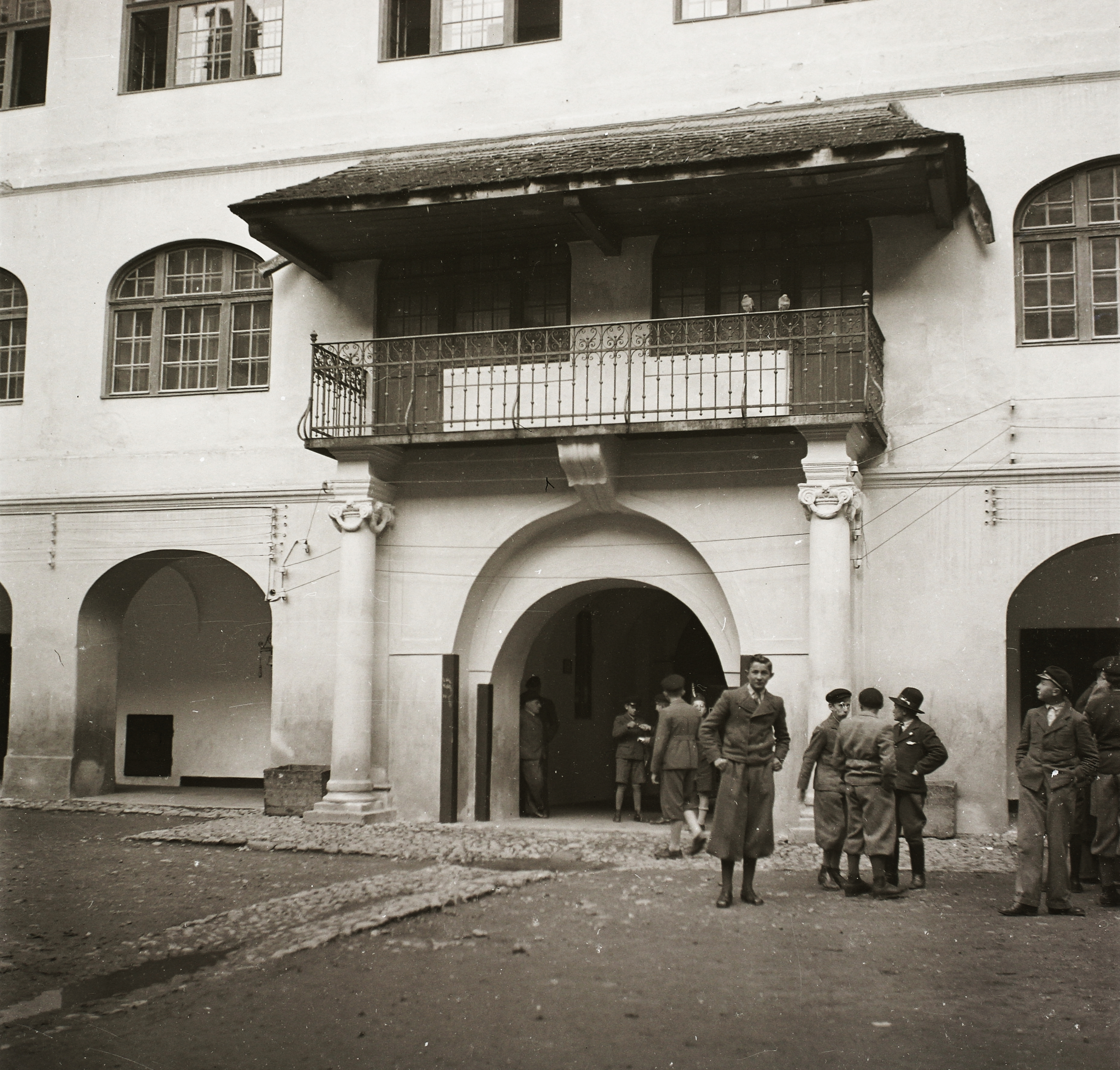
Az iskola udvara 1940-ben

## Híres tanárai
- Apáczai Csere János filozófus, pedagógus (1625–1659)
- Áprily Lajos (1887–1967)
- Bardócz György (18. század)
- Cornides Dániel (1732–1787)
- Csepregi Turkovitz Mihály (?–1698)
- Csernátoni Pál (1633–1679)
- Csomos János (1730–1768)
- Debreczeni József (1844–1883)
- Csűry Bálint (1886–1941)
- Fekete Mihály (1820–1871)
- Gyulai Pál író, irodalomtörténész
- Igaz Kálmán (17. század)
- Jancsó Elemér irodalomtörténész (1905–1971)
- Jékely Zoltán költő, Huszty András
- Kovács Dezső (1866–1935)
- Kuncz Aladár író
- László Dezső író
- Méhes György (1746–1809) bölcseleti doktor, író.
- Méhes Sámuel, az Erdélyi Híradó szerkesztője (1785–1852)
- Miklós Viktor (1888-1966) szótárszerkesztő
- Nagy Géza művelődésszervező, műfordító (1914–1981)
- Pap Mihály (1737–1812)
- Porcsalmi András (1617–1681)
- Pataki István (1640–1693), I. Apafi Mihály nevelője
- Pataki Sámuel orvos (1765–1824)
- Sárkány Lajos (1860–1929)
- Seprődi János muzikológus, népdalgyűjtő
- Szabó Sámuel (1756–1856)
- Szatmárnémethi Mihály esperes
- Szilágyi Ferenc történész (1797–1876)
- Tavaszy Sándor teológiai tanár
- Tárcza Bertalan az Erdélyi Dalos Szövetség elnöke
- Török István természettudományi és pedagógiai szakíró
- Tulogdy János földrajztudós (1891–1979)
- Tunyogi Csapó József jogtanár (1790–1858)
- Vetési László szociográfus

## Híres diákjai
- Abodi Nagy Béla festő (1918–2012)
- Áprily Lajos költő (1887–1967)

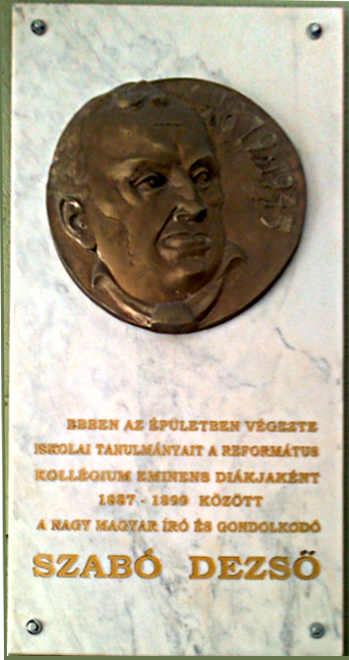
Szabó Dezső-emléktábla az iskola bejáratánál

- Joachim Bedeus von Scharberg (1746–1810)
- Bálint Tibor író (1932–2002)
- Benedek László hegedűépítő művész (1902–1983)
- Benkő Samu művelődéstörténész (1928–2021)[20]
- Bodor Ádám író (1936–)
- Bolyai Farkas matematikus (1775–1856)
- Csetri Elek történész (1924–2010)
- Cs. Szabó László (1905–1984)
- Csomafáy Ferenc újságíró és fotóművész (1936–)
- Deáki Filep Sámuel drámaíró, műfordító, operaénekes (1784–1855)
- Debreczeni József (1844–1883)
- Gábos Zoltán fizikus (1924–2018)
- id. Grandpierre Emil, írói álnevén Nagy Péter (1874–1938)
- Gyulai Pál irodalomtörténész (1826–1909)
- Jancsó Elemér irodalomtörténész (1905–1971)
- Kemény János író (1903–1971)
- Kolozsvári Grandpierre Emil író (1907–1992)
- Kós Károly építész, író, grafikus, könyvkiadó (1883–1977)
- ifj. Kós Károly (1919–1996) néprajzkutató
- Kótsi Patkó János színész, színigazgató, drámaíró, fordító, szakíró, zeneszerző (1763–1842)
- Kovács András filmrendező
- Kovács Dezső (1866–1935)
- Marosi Pál geológus (1925–1989)
- Méhes György író, újságíró (1916–2007)
- Nagy Géza művelődésszervező, műfordító (1914–1981)
- Óváry Zoltán immunológus (1907–2005)
- Pataki Mózes (1784–1815), Wesselényi Miklós nevelője
- Pataki Sámuel orvos (1765–1824)
- Páldi István nyomdász (1717–1769)
- Sütő András író (1927–2006)
- Reményik Sándor költő (1890–1941)
- Sebők Mátyás Péter mezőgazdasági szakíró
- dr. Somodi István (1885–1963) olimpiai ezüstérmes magasugró, ügyész
- Szabó Dezső író (1879–1945)
- Szabó T. Attila nyelvész, történész (1906–1987)
- Szotyori Nagy Endre nótaszerző (1913–?)
- Tonk Sándor történész (1947–2003)
- Velits Dezső szülész-nőgyógyász, kórházigazgató (1860-1921)
- Veress Ferenc bőrgyógyász (1877–1962)
- ifj. Veress Ferenc bőrgyógyász (1907–1989)
- Wass Albert író (1908–1998)
- Wándza Mihály színész, rendező, festő (1781–1854)